# Jorge Luís de Holsácia-Gottorp
Jorge Luís de Holsácia-Gottorp (16 de março de 1719 - 7 de setembro de 1763) foi o pai do grão-duque Pedro I de Oldemburgo.

## Família
Jorge Luís foi o filho mais novo do duque Cristiano Augusto de Holsácia-Gottorp e da princesa Albertina Frederica de Baden-Durlach. Entre os seus irmãos estava o rei Adolfo Frederico da Suécia e a princesa Joana Isabel de Holsácia-Gottorp, mãe da czarina Catarina II da Rússia. Os seus avós paternos eram o duque Cristiano Alberto de Holsácia-Gottorp e a princesa Frederica Amália da Dinamarca. Os seus avós maternos eram o marquês Frederico VII de Baden-Durlach e a princesa Augusta Maria de Holsácia-Gottorp.

## Casamento e descendência
Jorge Luís casou-se com a princesa [Sofia Carlota de Eslésvico-Holsácia-Sonderburgo-Beck]] no dia 1 de janeiro de 1750. Juntos tiveram três filhos:
- Frederico de Holsácia-Gottorp (20 de julho de 1751 - 10 de agosto de 1752); morreu aos dez meses de idade.
- Guilherme de Holsácia-Gottorp (18 de janeiro de 1753 - 14 de julho de 1774); morreu aos 21 anos de idade; sem descendência.
- Pedro I de Oldemburgo (17 de janeiro de 1755 - 21 de maio de 1829), casado com a princesa Frederica de Württemberg; com descendência.